# Championnats du monde de badminton 2018
Navigation
Glasgow 2017 Bâle 2019
Les championnats du monde de badminton 2018, 24e édition de cette compétition, ont lieu du 30 juillet au 5 août 2018 à Nankin, en Chine,.

## Programme
Toutes les heures sont des heures locales (UTC+8).
| Date       | Heure   | Tour             |
| ---------- | ------- | ---------------- |
| 30 juillet | 10 h 00 | 1er tour         |
| 31 juillet | 10 h 00 | 1er tour         |
| 31 juillet | 10 h 00 | 2e tour          |
| 1er août   | 10 h 00 | 2e tour          |
| 2 août     | 10 h 00 | 3e tour          |
| 3 août     | 11 h 00 | Quarts de finale |
| 4 août     | 1 h 00  | Demi-finales     |
| 5 août     | 13 h 00 | Finales          |

## Nations participantes
357 joueurs de 48 pays participent à ces championnats. Le nombre entre parenthèses indique le nombre de participants par pays.
- Algérie (2)
- Allemagne (16)
- Angleterre (10)
- Australie (1)
- Autriche (1)
- Belgique (3)
- Brésil (1)
- Bulgarie (8)
- Canada (7)
- Chine (25)
- Corée du Sud (6)
- Croatie (1)
- Danemark (17)
- Écosse (3)
- Égypte (4)
- Espagne (4)
- Estonie (1)
- États-Unis (8)
- Finlande (2)
- France (10)
- Hong Kong (14)
- Hongrie (1)
- Inde (25)
- Indonésie (29)
- Irlande (3)
- Israël (1)
- Italie (3)
- Japon (25)
- Jordanie (2)
- Malaisie (18)
- Maurice (2)
- Nigeria (2)
- Norvège (2)
- Nouvelle-Zélande (1)
- Pays-Bas (11)
- Pérou (2)
- Pologne (3)
- Portugal (1)
- Tchéquie (4)
- Russie (14)
- Slovaquie (1)
- Sri Lanka (1)
- Suisse (3)
- Taipei chinois (23)
- Thaïlande (18)
- Turquie (5)
- Ukraine (4)
- Viêt Nam (9)

## Résultats

### Podiums
| Épreuve                           | Or                             | Argent                       | Bronze                            |
| --------------------------------- | ------------------------------ | ---------------------------- | --------------------------------- |
| Simple hommes résultats détaillés | Kento Momota                   | Shi Yuqi                     | Liew Daren                        |
| Simple hommes résultats détaillés | Kento Momota                   | Shi Yuqi                     | Chen Long                         |
| Simple dames résultats détaillés  | Carolina Marín                 | Pusarla Venkata Sindhu       | He Bingjiao                       |
| Simple dames résultats détaillés  | Carolina Marín                 | Pusarla Venkata Sindhu       | Akane Yamaguchi                   |
| Double hommes résultats détaillés | Li Junhui Liu Yuchen           | Takeshi Kamura Keigo Sonoda  | Chen Hung-ling Wang Chi-lin       |
| Double hommes résultats détaillés | Li Junhui Liu Yuchen           | Takeshi Kamura Keigo Sonoda  | Liu Cheng Zhang Nan               |
| Double dames résultats détaillés  | Mayu Matsumoto Wakana Nagahara | Yuki Fukushima Sayaka Hirota | Greysia Polii Apriyani Rahayu     |
| Double dames résultats détaillés  | Mayu Matsumoto Wakana Nagahara | Yuki Fukushima Sayaka Hirota | ShihoShiho Tanaka Koharu Yonemoto |
| Double mixte résultats détaillés  | Zheng Siwei Huang Yaqiong      | Wang Yilyu Huang Dongping    | Zhang Nan Li Junhui               |
| Double mixte résultats détaillés  | Zheng Siwei Huang Yaqiong      | Wang Yilyu Huang Dongping    | Tang Chun Man Tse Ying Suet       |

### Tableau des médailles
| Rang  | Nation         | Or | Argent | Bronze | Total |
| ----- | -------------- | -- | ------ | ------ | ----- |
| 1     | Chine          | 2  | 2      | 4      | 8     |
| 2     | Japon          | 2  | 2      | 2      | 6     |
| 3     | Espagne        | 1  | 0      | 0      | 1     |
| 4     | Inde           | 0  | 1      | 0      | 1     |
| 5     | Taipei chinois | 0  | 0      | 1      | 1     |
| 5     | Hong Kong      | 0  | 0      | 1      | 1     |
| 5     | Indonésie      | 0  | 0      | 1      | 1     |
| 5     | Malaisie       | 0  | 0      | 1      | 1     |
| Total | Total          | 5  | 5      | 10     | 20    |

## Résultats par nations et par tour
Les têtes de série entrent dans la compétition au deuxième tour, sauf en simple hommes, ce qui explique les augmentations du nombre de joueurs entre le premier et le deuxième tour (exemple : de 11 à 31 pour les Chinois).
Il existe des doublons puisque de nombreux joueurs participent à deux tableaux de doubles : 
- double hommes et double mixte (Zhang Nan ou Jacco Arends, par exemple) ;
- double dames et double mixte (Misaki Matsutomo ou Delphine Delrue, par exemple).

| Nation           | 1er tour | 2e tour              | 3e tour              | 1/4 de finale        | Demi-finale          | Finale               |
| ---------------- | -------- | -------------------- | -------------------- | -------------------- | -------------------- | -------------------- |
| Algérie          | 2        | 2                    | Plus de représentant | Plus de représentant | Plus de représentant | Plus de représentant |
| Allemagne        | 18       | 17                   | Plus de représentant | Plus de représentant | Plus de représentant | Plus de représentant |
| Angleterre       | 7        | 6                    | 4                    | 2                    | Plus de représentant | Plus de représentant |
| Australie        | 1        | 1                    | Plus de représentant | Plus de représentant | Plus de représentant | Plus de représentant |
| Autriche         | 1        | 1                    | Plus de représentant | Plus de représentant | Plus de représentant | Plus de représentant |
| Belgique         | 3        | 2                    | Plus de représentant | Plus de représentant | Plus de représentant | Plus de représentant |
| Brésil           | 1        | 1                    | 1                    | Plus de représentant | Plus de représentant | Plus de représentant |
| Bulgarie         | 11       | 2                    | 2                    | Plus de représentant | Plus de représentant | Plus de représentant |
| Canada           | 8        | 2                    | Plus de représentant | Plus de représentant | Plus de représentant | Plus de représentant |
| Chine            | 11       | 31                   | 26                   | 16                   | 13                   | 7                    |
| Corée du Sud     | 1        | 3                    | 3                    | Plus de représentant | Plus de représentant | Plus de représentant |
| Croatie          | 1        | Plus de représentant | Plus de représentant | Plus de représentant | Plus de représentant | Plus de représentant |
| Danemark         | 8        | 15                   | 13                   | 5                    | Plus de représentant | Plus de représentant |
| Écosse           | 3        | 2                    | Plus de représentant | Plus de représentant | Plus de représentant | Plus de représentant |
| Égypte           | 3        | Plus de représentant | Plus de représentant | Plus de représentant | Plus de représentant | Plus de représentant |
| Espagne          | 3        | 3                    | 1                    | 1                    | 1                    | 1                    |
| Estonie          | 1        | 1                    | Plus de représentant | Plus de représentant | Plus de représentant | Plus de représentant |
| États-Unis       | 7        | 1                    | 1                    | Plus de représentant | Plus de représentant | Plus de représentant |
| Finlande         | 2        | Plus de représentant | Plus de représentant | Plus de représentant | Plus de représentant | Plus de représentant |
| France           | 12       | 5                    | 1                    | Plus de représentant | Plus de représentant | Plus de représentant |
| Hong Kong        | 11       | 11                   | 1                    | 2                    | 2                    | -                    |
| Hongrie          | 1        | Plus de représentant | Plus de représentant | Plus de représentant | Plus de représentant | Plus de représentant |
| Inde             | 28       | 20                   | 6                    | 5                    | 1                    | 1                    |
| Indonésie        | 13       | 24                   | 16                   | 8                    | 2                    | -                    |
| Irlande          | 3        | 2                    | Plus de représentant | Plus de représentant | Plus de représentant | Plus de représentant |
| Israël           | 1        | 1                    | Plus de représentant | Plus de représentant | Plus de représentant | Plus de représentant |
| Italie           | 3        | Plus de représentant | Plus de représentant | Plus de représentant | Plus de représentant | Plus de représentant |
| Japon            | 8        | 27                   | 22                   | 14                   | 10                   | 7                    |
| Jordanie         | 2        | Plus de représentant | Plus de représentant | Plus de représentant | Plus de représentant | Plus de représentant |
| Malaisie         | 12       | 19                   | 12                   | 5                    | 1                    | -                    |
| Maurice          | 2        | Plus de représentant | Plus de représentant | Plus de représentant | Plus de représentant | Plus de représentant |
| Nigeria          | 2        | Plus de représentant | Plus de représentant | Plus de représentant | Plus de représentant | Plus de représentant |
| Norvège          | 2        | Plus de représentant | Plus de représentant | Plus de représentant | Plus de représentant | Plus de représentant |
| Nouvelle-Zélande | 1        | Plus de représentant | Plus de représentant | Plus de représentant | Plus de représentant | Plus de représentant |
| Pays-Bas         | 15       | 11                   | Plus de représentant | Plus de représentant | Plus de représentant | Plus de représentant |
| Pérou            | 2        | Plus de représentant | Plus de représentant | Plus de représentant | Plus de représentant | Plus de représentant |
| Pologne          | 3        | Plus de représentant | Plus de représentant | Plus de représentant | Plus de représentant | Plus de représentant |
| Portugal         | 1        | Plus de représentant | Plus de représentant | Plus de représentant | Plus de représentant | Plus de représentant |
| Tchéquie         | 4        | Plus de représentant | Plus de représentant | Plus de représentant | Plus de représentant | Plus de représentant |
| Russie           | 12       | 7                    | 2                    | Plus de représentant | Plus de représentant | Plus de représentant |
| Slovaquie        | 1        | Plus de représentant | Plus de représentant | Plus de représentant | Plus de représentant | Plus de représentant |
| Sri Lanka        | 1        | Plus de représentant | Plus de représentant | Plus de représentant | Plus de représentant | Plus de représentant |
| Suisse           | 3        | Plus de représentant | Plus de représentant | Plus de représentant | Plus de représentant | Plus de représentant |
| Taipei chinois   | 22       | 17                   | 8                    | 4                    | 2                    | -                    |
| Thaïlande        | 11       | 12                   | 8                    | 2                    | Plus de représentant | Plus de représentant |
| Turquie          | 5        | 3                    | Plus de représentant | Plus de représentant | Plus de représentant | Plus de représentant |
| Ukraine          | 4        | Plus de représentant | Plus de représentant | Plus de représentant | Plus de représentant | Plus de représentant |
| Viêt Nam         | 10       | 7                    | 1                    | Plus de représentant | Plus de représentant | Plus de représentant |
|                  | 1er tour | 2e tour              | 3e tour              | 1/4 de finale        | Demi-finale          | Finale               |